# 올리브 가든

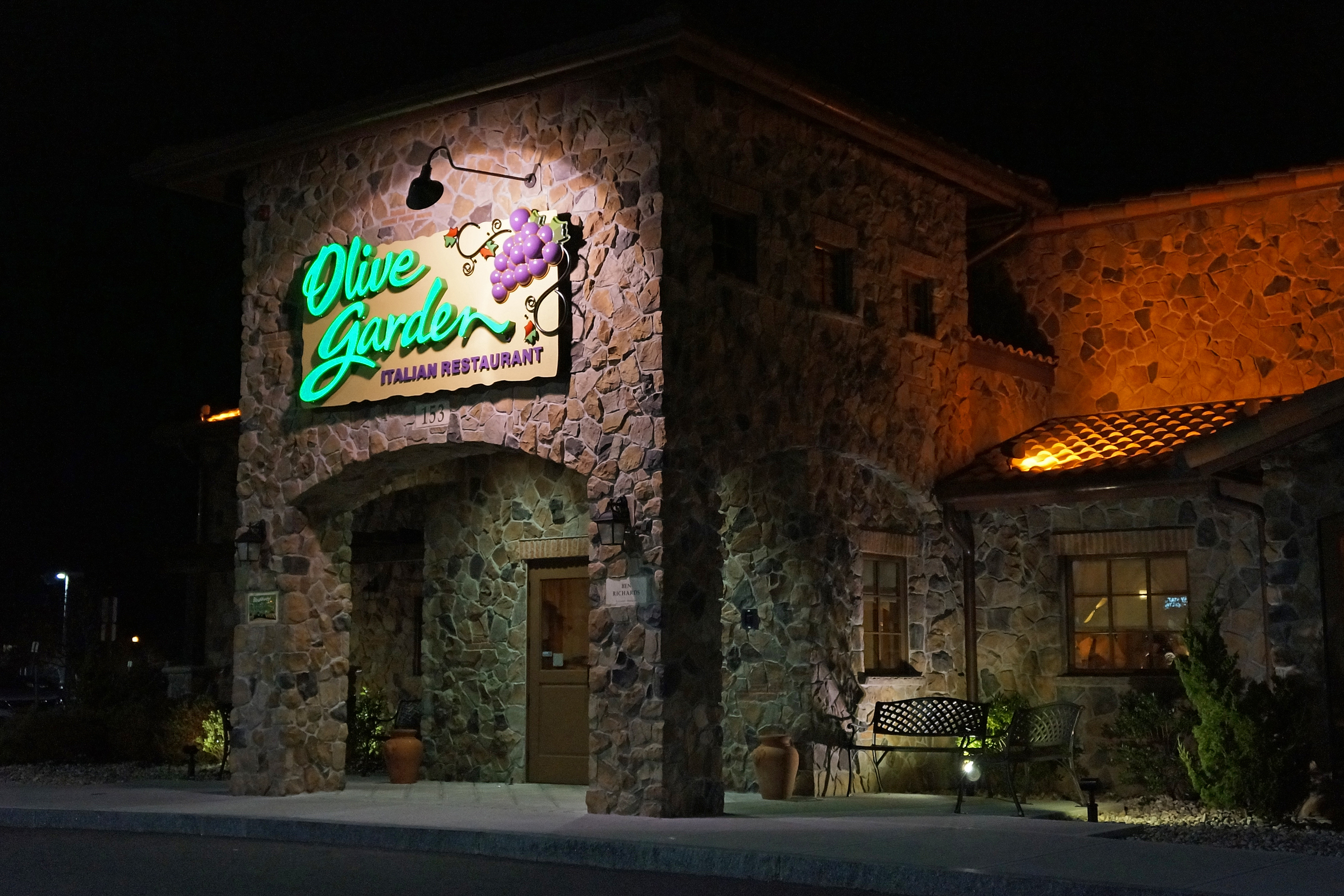
매사추세츠주에 있는 올리브 가든

올리브 가든(Olive Garden)은 미국의 캐주얼풍 레스토랑 브랜드이다. 1982년 플로리다주 올랜도에서 설립되었으며, 오렌지군에 본사가 위치해 있다. 이 레스토랑은 주로 미국식 이탈리아 요리를 취급하고 있으며, 현재 전 세계적으로 800여개 이상의 매장을 운영하고 있다.